# Eric Peterson
Eric Peterson (Alameda, Kalifornia, 1964. május 14. –) amerikai gitáros, aki a Testament nevű thrash metal együttes révén vált ismertté az 1980-as években.

## Pályafutása
A svéd/mexikói származású gitáros 1983-ban alapította a Legacy nevű zenekart, amely pár évvel később Testamentre változtatta a nevét, és a nyolcvanas évek második felében kiadott albumaival a Thrash Metal Nagy Négyese (Metallica, Slayer, Megadeth, Anthrax) után a legnépszerűbb együttesnek számított a maga műfajában.
Az 1990-es években a thrash metal stílusban tapasztalható hullámvölgy és a zenekart sújtó folyamatos tagcserék ellenére a fődalszerző Eric Peterson és az énekes Chuck Billy életben tartották a Testamentet, amely ma is folyamatosan koncertezik és nagyobb szünetekkel ugyan, de időről időre új albumokat is készít.
Peterson 2000-ben a basszusgitáros Steve DiGiorgióval (Sadus, Death, Testament), Jon Allen (Sadus) dobossal és Steve Smyth (Vicious Rumors, Nevermore, Testament) gitárossal megalapította a szimfonikus black metalt játszó Dragonlordot, ahol nem csak gitározik, de énekel is. A Dragonlordnak eddig két albuma jelent meg.
Karrierje során Peterson főleg Gibson gitárokat használt, de jelenleg saját tervezésű, Old Skull V nevű Dean gitárján játszik.

## Diszkográfia

### Testament
- The Legacy (1987)
- The New Order (1988)
- Practice What You Preach (1989)
- Souls of Black (1990)
- The Ritual (1992)
- Low (1994)
- Demonic (1997)
- The Gathering (1999)
- The Formation of Damnation (2008)
- Dark Roots of Earth (2012)

### Dragonlord
- Rapture (2001)
- Black Wings of Destiny (2005)

### Vendégszereplések
- Old Man's Child – Vermin (2005)